# 주간고속도로 제91호선
주간고속도로 제91호선(영어: Interstate 91, I-91)은 미국 북동부 코네티컷주 뉴헤이번(New Haven)과 북동부 버몬트주 더비라인(Derby Line) 근처에 있는 캐나다 국경을 연결하는 총 연장 487.31km의 고속도로이다. 91호선은 뉴잉글랜드 지방에만 위치해있는 두 자리수 주간고속도로 중 가장 길며 이 지역을 지나는 6개의 주요 도로 중 91호선 자기 자신을 제외한 나머지 5개와 모두 교차한다. 또한 뉴잉글랜드 서부 지방을 남북으로 이어주는 유일한 도로이기도 하다. 91호선은 코네티컷 강과 미국 국도 제5호선과 대체로 평행하게 놓여져 있다.